# Son Of Caesar
Son Of Caesar er kunstnernavnet for den danske singer-songwriter Peter Mathiasen (født 4. juli 1987 Odense, Danmark). Han spiller guitar, klaver og bas, og han har udgivet et album og en EP.
I foråret 2012 debuterede han med sin selvbetitlede debut EP, der bestod af fire sange. To af sangene, "Letter To Jack" og "The Song I Was Trying To Find", kom i rotation på DR P4. Samme forår varmede han op for Joan As Policie Woman på Musikhuset Posten og spillede på SPOT Festival "Blue Spot".
30. september 2013 udgav Son Of Caesar sit crowdfundede  debutalbum "Winter Came And Went", der fik flere pæne anmeldelser. 
Singlen "Madeleine Defoe" kom i rotation på P4 og DR P6 Beat.
Udgivelsen af albummet var med til at nominere ham til "Talentprisen" ved Odense Live Prisen i januar 2014, hvor han vandt "Publikumsprisen".
Siden har Son Of Caesar arbejdet på et nyt album, der udkommer 13. april 2018.
I sommeren 2017 varmede han op for Suzanne Vega på Galaksen Værløse og på Musikhuset Posten.

## Diskografi

### Album
- Winter Came And Went (september 2013)

### EP’er
- "EP" (marts 2012)